# PlayN
O PlayN é um framework e um conjunto de bibliotecas Java open source, distribuído sob a licença Apache 2.0, utilizado para criar jogos multiplataforma. Seu desenvolvimento teve início em 19 de janeiro de 2011 como uma biblioteca de abstração para jogos construída sobre o GWT e era inicialmente chamado Forplay. Atualmente, em março de 2013, ela se encontra na versão 1.6

## História
O Forplay foi criado em janeiro de 2011 e o desenvolvimento no projeto original está estagnado desde novembro de 2012. Em agosto de 2011, o projeto foi forcado e renomeado como PlayN.

## Nome
O nome PlayN vem do slogan do projeto "Biblioteca para jogos multiplataforma para  N>=5 plataformas", pois ele alega construir jogos para cinco plataformas: Java SE, HTML 5, Flash, Android e iOS.